# Chmelník
Chmelník (německy Hopfenberg, místními nazývaný Chmelák) je nefelinitový vrchol s nadmořskou výškou 508 metrů, který se nachází jihozápadně od Děčína, jižně od Krásného Studence. Na východním úbočí se nachází Chmelnice, městská část Děčína.

## Popis
Výrazný sopečný kužel se na východě svažuje až k břehu Labe, což umocňuje dojem. Ze čtveřice kopců (Popovický vrch, Klobouk, Lotarův vrch), které tvoří Studeneckou vrchovinu, je ale Chmelník až druhý nejvyšší. Strmé svahy jsou porostlé suťovým lesem. Na řídce zarostlém vrcholu kopce jsou málo znatelné plochy, na nichž stála v letech 1895 až 1914 vyhlídková věž s restaurací. Z vrcholu je díky vegetaci omezený výhled. Na odlesněných plochách na úbočích docházelo v minulosti k sesuvům půdy. Jeden mohutný sesuv se odehrál během Velikonoc v roce 1914, kdy se uvolnila část severovýchodního svahu. Ta na několika místech přehradila i Chrochvický potok. Nakonec byla na odstranění sesuvu povolaná armáda.

## Přístup
Na vrchol Chmelníku vede od dob, kdy zde stávala věž s restaurací, dobře zachovalá cesta pro pěší vedoucí z Vilsnice z vlakové stanice. Na ni navazuje blízko vrcholu cesta, která vede z Chrochvic z konečné autobusové zastavky. Obě trasy vedou po žluté turistické značce.
Děčínský turistický klub pořádá každoročně (od r. 1997) novoroční výstup na vrchol.

## Galerie

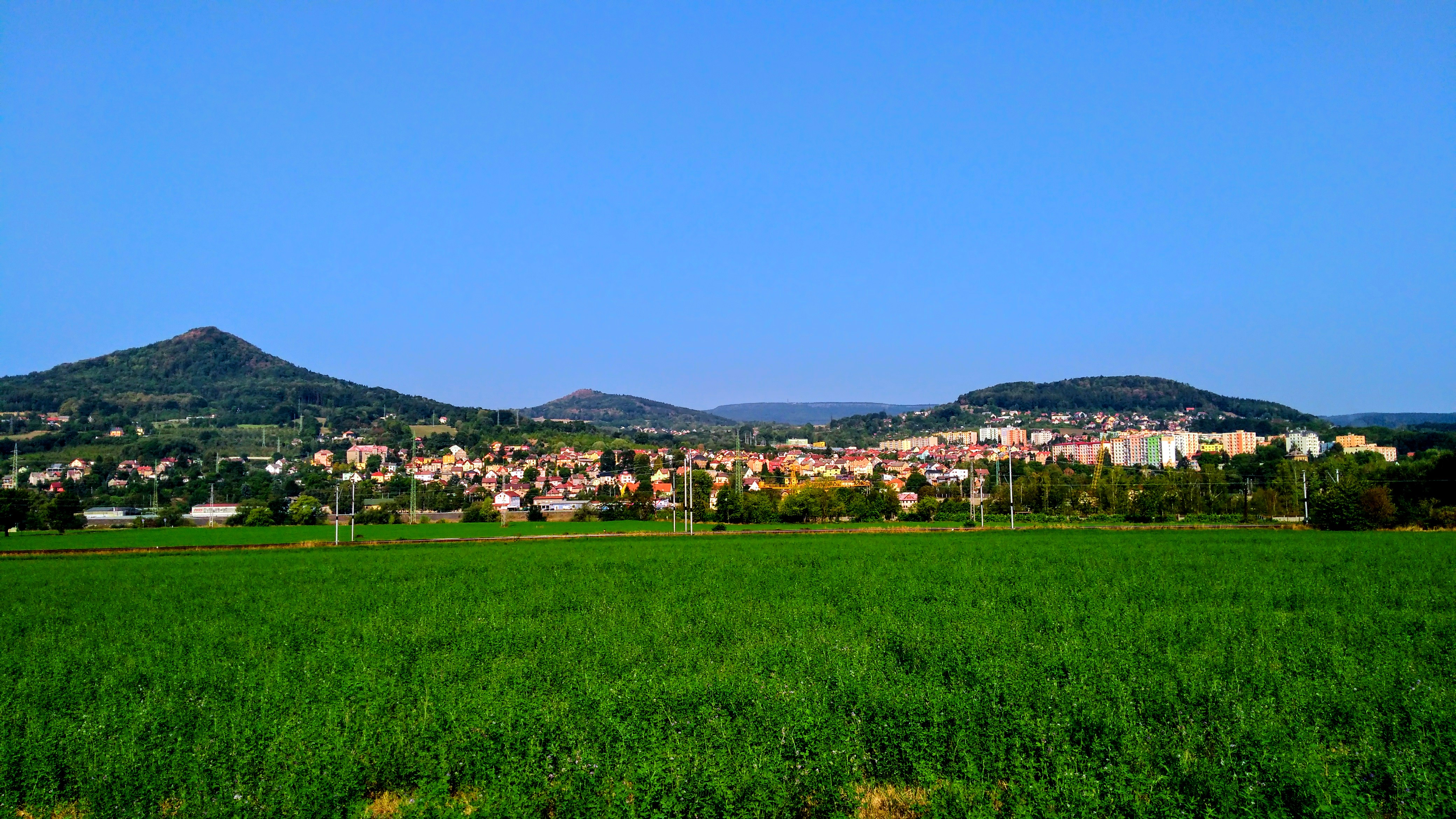
Chmelník (zcela vlevo) s Děčínským Sněžníkem a ostatními vrchy.
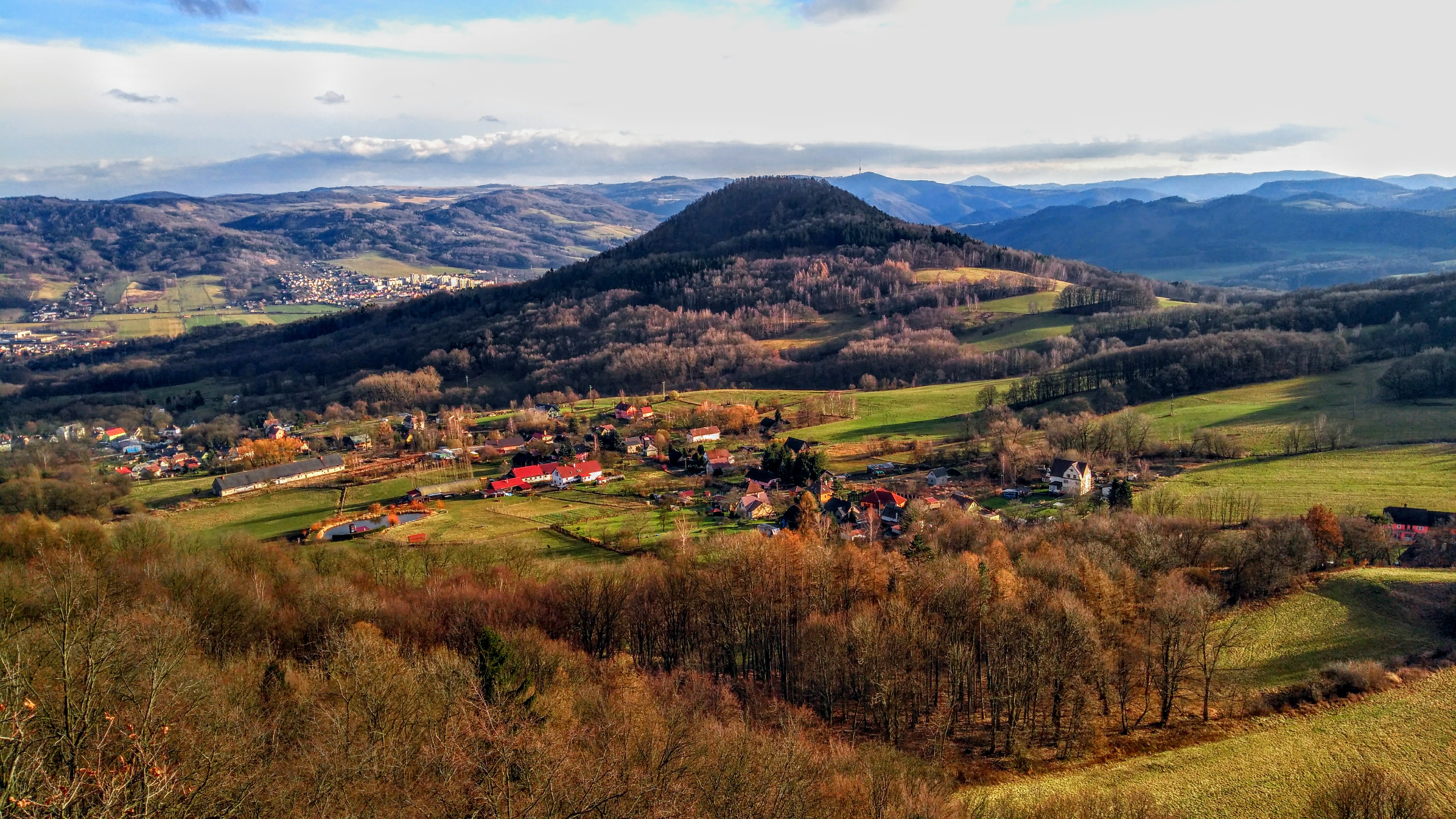
Pohled z vrchu Klobouk.
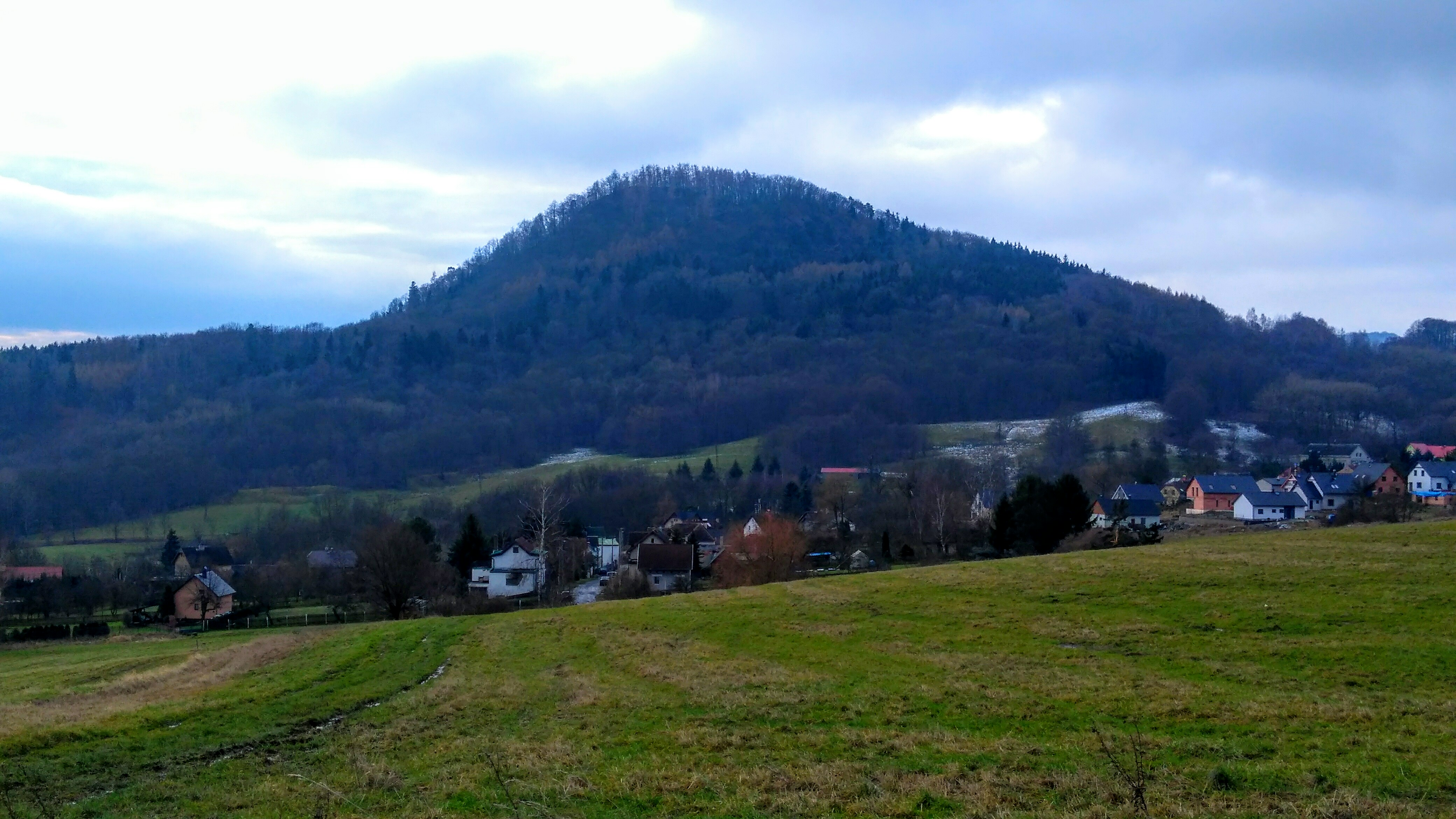
Chmelník a Krásný Studenec ze svahu Popovického vrchu.
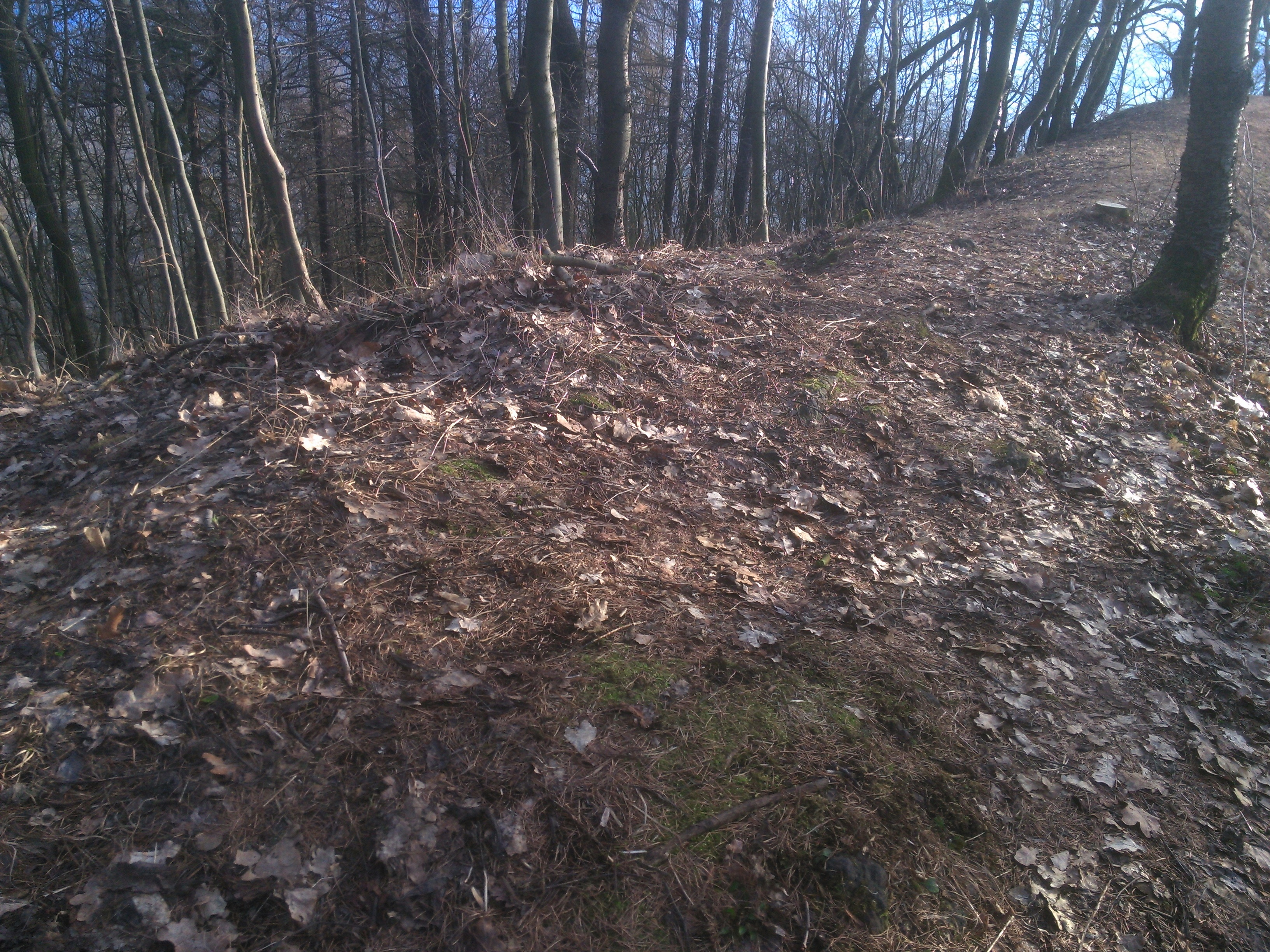
Detailní pohled na nejvyšší bod hory.
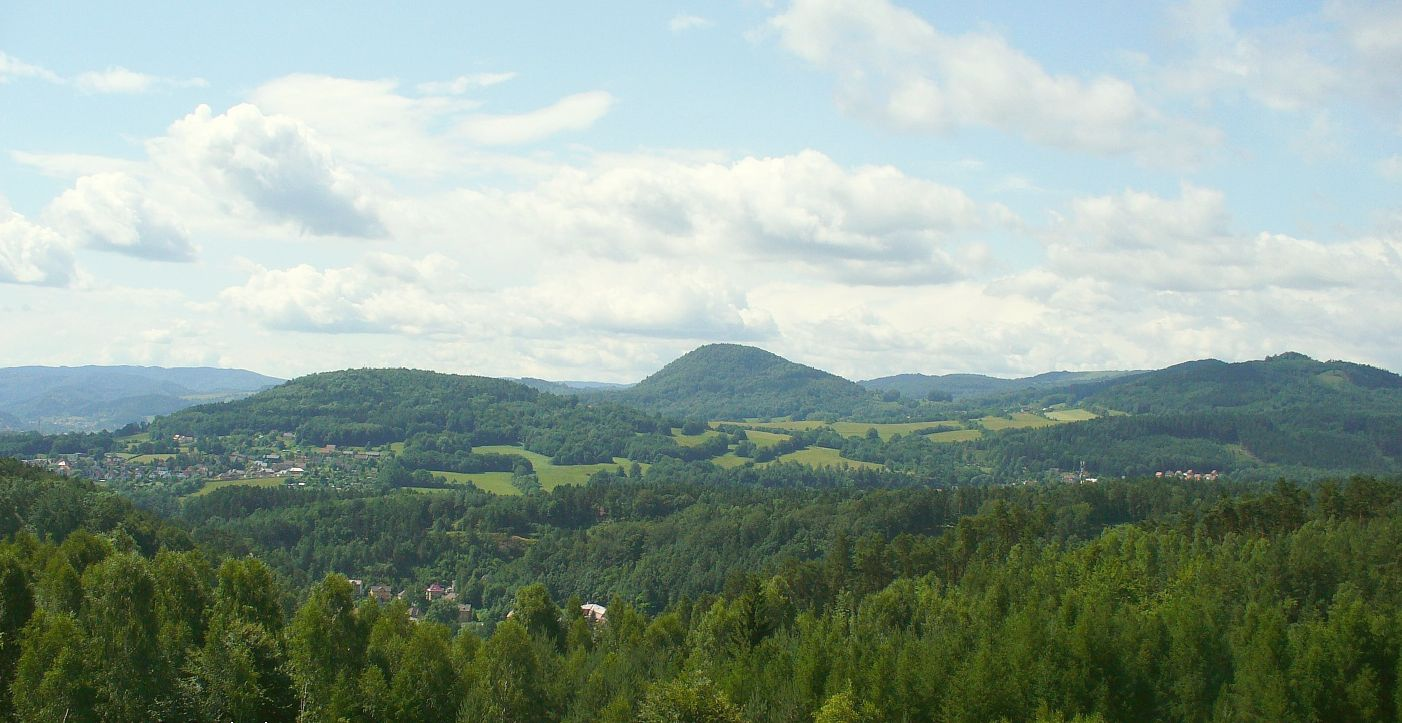
Pohled na Chmelník od severu.